# Dagny-Lambercy
Dagny-Lambercy är en kommun i departementet Aisne i regionen Hauts-de-France i norra Frankrike. Kommunen ligger  i kantonen Rozoy-sur-Serre som ligger i arrondissementet Laon. År 2022 hade Dagny-Lambercy 125 invånare.

## Befolkningsutveckling
Antalet invånare i kommunen Dagny-Lambercy
Referens: INSEE